# 圣殿剧院
圣殿剧院（Shrine Auditorium），或译神殿礼堂，是美国加利福尼亚州洛杉矶的一座剧院，也是共济会圣殿马莱卡寺（Al Malaikah Temple）所在地。它于1987年被列入國家史蹟名錄，曾举办过多届奥斯卡奖、格莱美奖等重大奖项的颁奖典礼。

## 历史
目前的圣殿剧院于1926年开放，之前的建筑始建于1906年，但1920年1月11日发生火灾，大火在短短30分钟内就烧毁了它。
现在的建筑由阿尔伯特·兰斯伯格（G. Albert Lansburgh）、约翰·奥斯丁（John C. Austin）等人以摩尔复兴式风格设计，舞台可容纳1,200人，观众席可容纳6,442人。